# Slatina (Čačak)
Pour les articles homonymes, voir Slatina.
Slatina (en serbe cyrillique : Слатина) est un village de Serbie situé sur le territoire de la ville de Čačak, district de Moravica. Au recensement de 2011, il comptait 565 habitants.

## Démographie

### Évolution historique de la population
| 1948 | 1953 | 1961 | 1971 | 1981 | 1991 | 2002 | 2011 |
| ---- | ---- | ---- | ---- | ---- | ---- | ---- | ---- |
| 800  | 761  | 774  | 812  | 783  | 689  | 629  | 565  |

|  |